# Collema shiroumanum
Collema shiroumanum är en lavart som beskrevs av Räsänen. Collema shiroumanum ingår i släktet Collema och familjen Collemataceae.   Inga underarter finns listade i Catalogue of Life.